# Ecnomiohyla echinata
Ecnomiohyla echinata är en groddjursart som först beskrevs av William Edward Duellman 1961.  Ecnomiohyla echinata ingår i släktet Ecnomiohyla och familjen lövgrodor. IUCN kategoriserar arten globalt som akut hotad. Inga underarter finns listade i Catalogue of Life.